# ساتیوانورته
ساتیوانورته (انگلیسی: Sativanorte) یک منطقهٔ مسکونی در کلمبیا است.